# Trichothecium parvum
Trichothecium parvum är en svampart som beskrevs av Rifai 1966. Trichothecium parvum ingår i släktet Trichothecium, ordningen köttkärnsvampar, klassen Sordariomycetes, divisionen sporsäcksvampar och riket svampar.   Inga underarter finns listade i Catalogue of Life.